# Noccaea corymbosa
Noccaea corymbosa är en korsblommig växtart som först beskrevs av Jacques Étienne Gay och som fick sitt nu gällande namn av Friedrich Karl Meyer.
Noccaea corymbosa ingår i släktet backskärvfrön och familjen korsblommiga växter. Inga underarter finns listade i Catalogue of Life.